# Caularthron
Caularthron  (лат.) — род многолетних травянистых растений подтрибы Laeliinae трибы Epidendreae, подсемейства Эпидендровые, семейства Орхидные.
Аббревиатура родового названия — Cau.

## Виды
Список видов по данным The Plant List:
- Caularthron amazonicum (Schltr.) H.G.Jones
- Caularthron bicornutum (Hook.) Raf.
- Caularthron bilamellatum (Rchb.f.) R.E.Schult.
- Caularthron kraenzlinianum H.G.Jones